# Begraafplaats Emaus

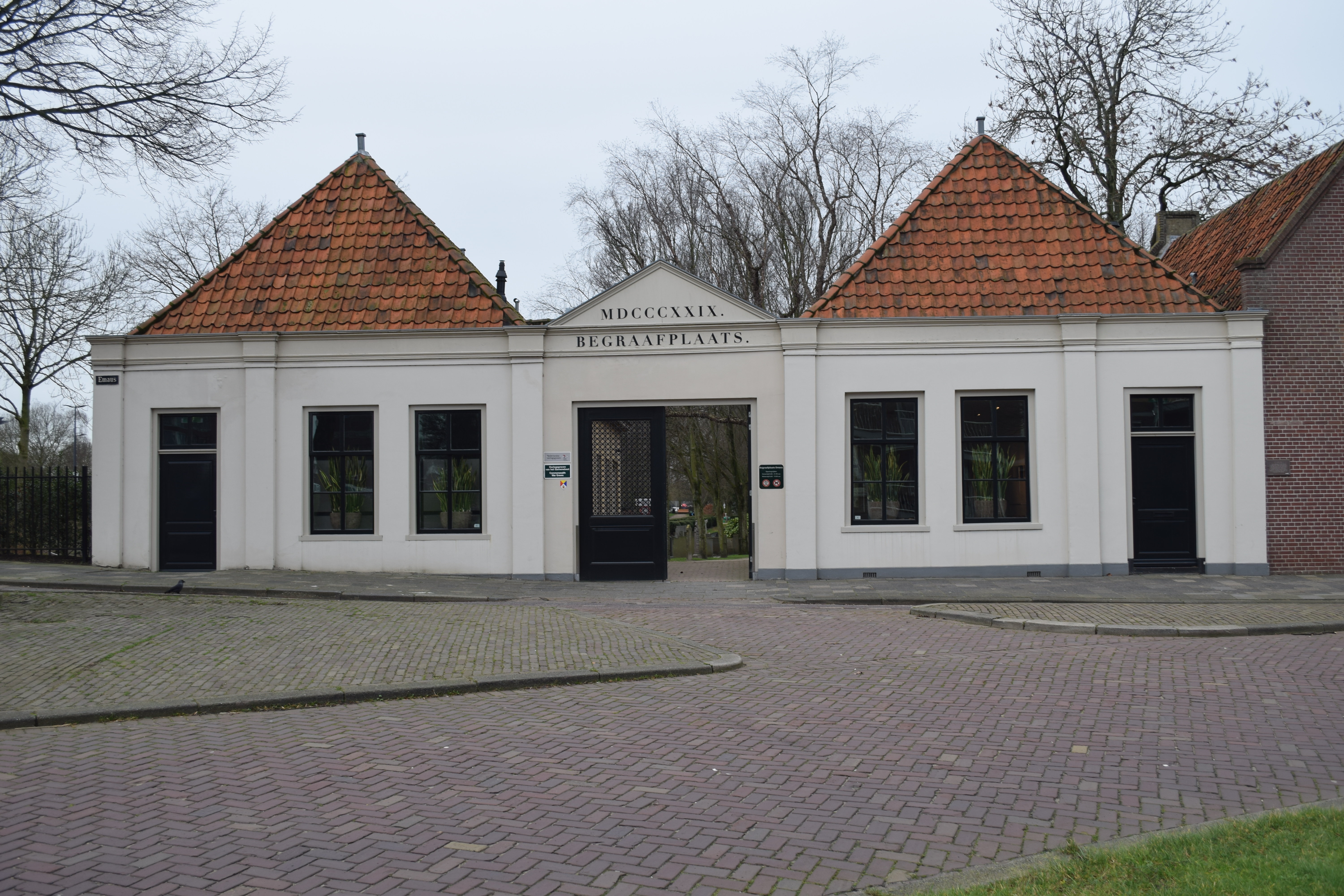
Toegangspoort van Begraafplaats Emaus

Begraafplaats Emaus is een begraafplaats in Vlaardingen die in 1823 in gebruik is genomen.
Het was een van de eerste begraafplaatsen met een rooms-katholiek deel ten noorden van de grote rivieren. 

## Bijzondere graven
De gemeente Vlaardingen heeft 30 grafmonumenten aangewezen als funerair erfgoed. Zie een overzicht hiervan op de lijst van bijzondere grafmonumenten in Vlaardingen.

## Oorlogsgraven
Op de begraafplaats is een erehof met daarin:
- Geuzengraven. Er zijn gedenkstenen voor "Geuzen" die hier herbegraven zijn (Reijer Bastiaan van der Borden, Nicolaas Arie van der Burg, Jacob van der Ende, Jan Kijne, Arij Kop en Johannes Jacobus Smit) en gedenkstenen voor "Geuzen" die elders begraven zijn.  De Geuzen waren verzetslieden die in de gevangenis van Scheveningen vastzaten en op 13 maart 1941 op de Waalsdorpervlakte zijn gefusilleerd . Bij de Geuzengraven staat een regel uit Psalm 43:4 Dan ga ik op tot Gods altaren. Dit zongen de Geuzen vlak voor ze op de Waalsdorpervlakte werden gefusilleerd. Elk jaar op 13 maart worden de Geuzen herdacht. Na een kranslegging bij het eregraf volgt een stille tocht naar het Geuzenmonument op de Markt in Vlaardingen
- Er zijn enige graven uit het Gemenebest[1] (eigenlijk een grafsteen voor drie Britse militairen).
- Het graf van een Nederlandse militair die tijdens de oorlog omgekomen is. Deze grafsteen wordt onderhouden door de Oorlogsgravenstichting.
- Het Indiëmonument, een monument dat Vlaardingers die in Nederlands-Indië zijn gesneuveld herdenkt.

## Treurende vrouw
Op de begraafplaats staat een bronzen beeldje van een treurende vrouw (40 centimeter hoog), gemaakt door de Belgische kunstenaar Willy Kreitz. Dit beeldje is een eerbetoon aan alle vrouwen die tijdens de Tweede Wereldoorlog hun man of kinderen zijn verloren.

## Afbeeldingen

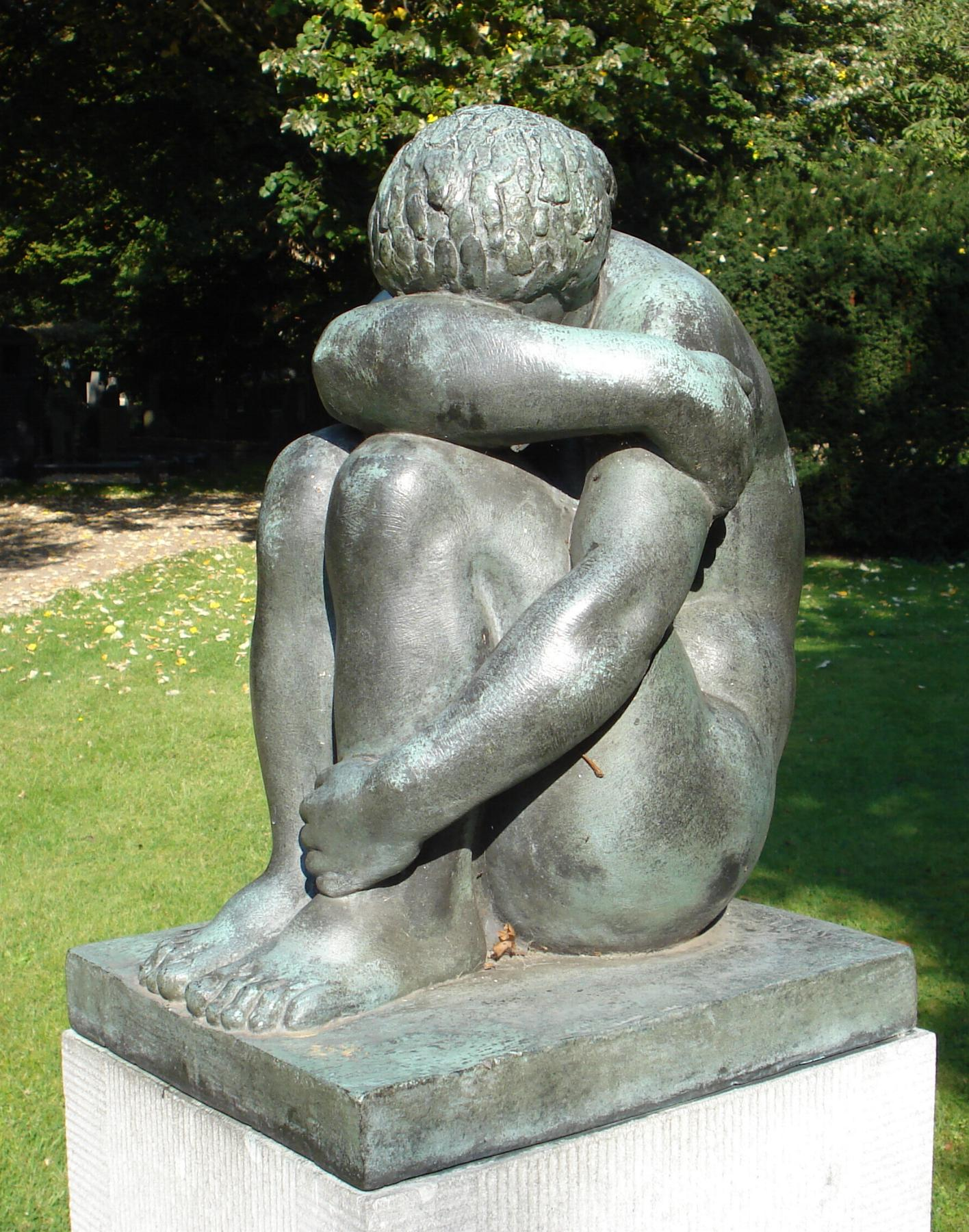
Treurende vrouw (1965). Een bronzen beeld van Willy Kreitz
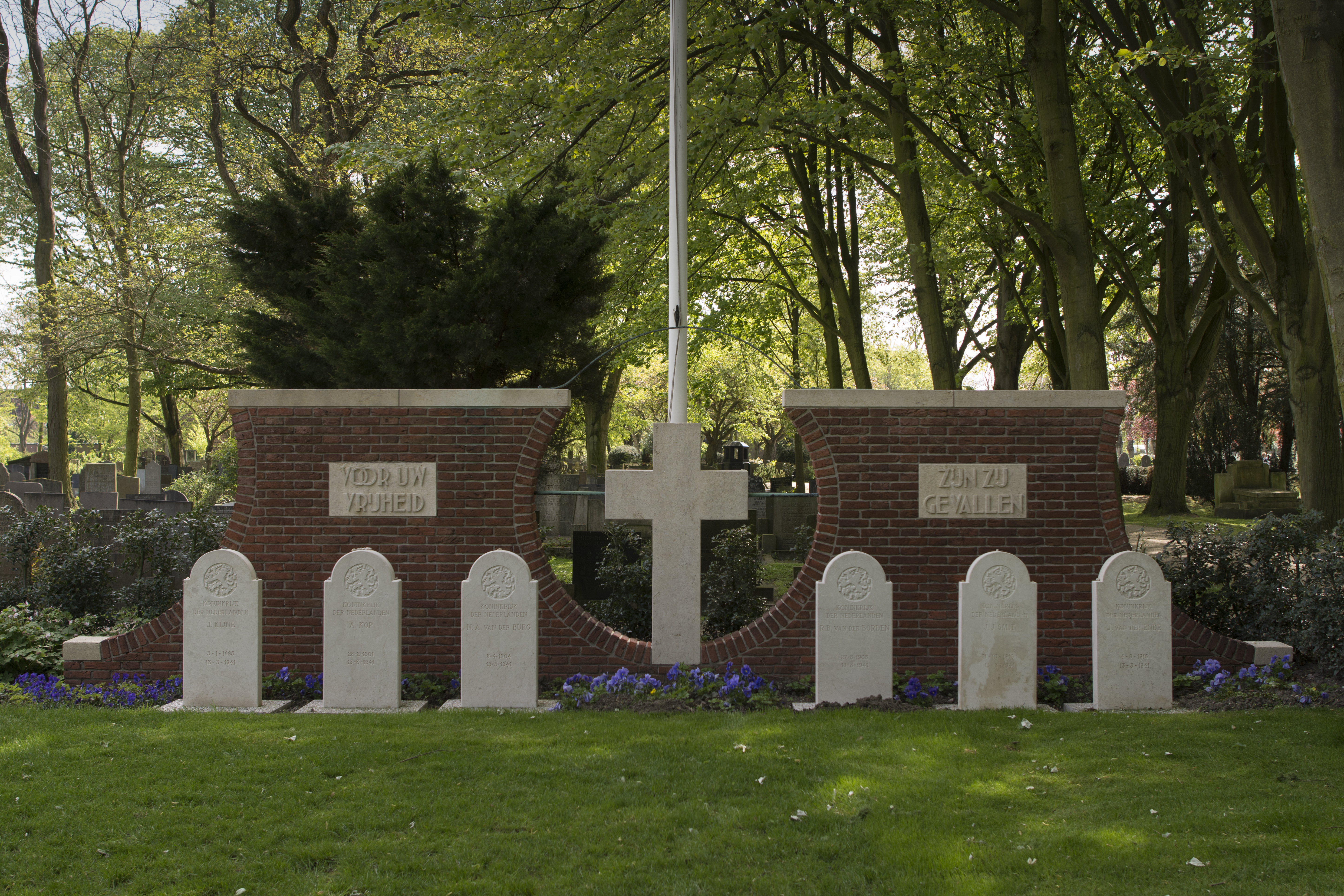
Geuzengraven
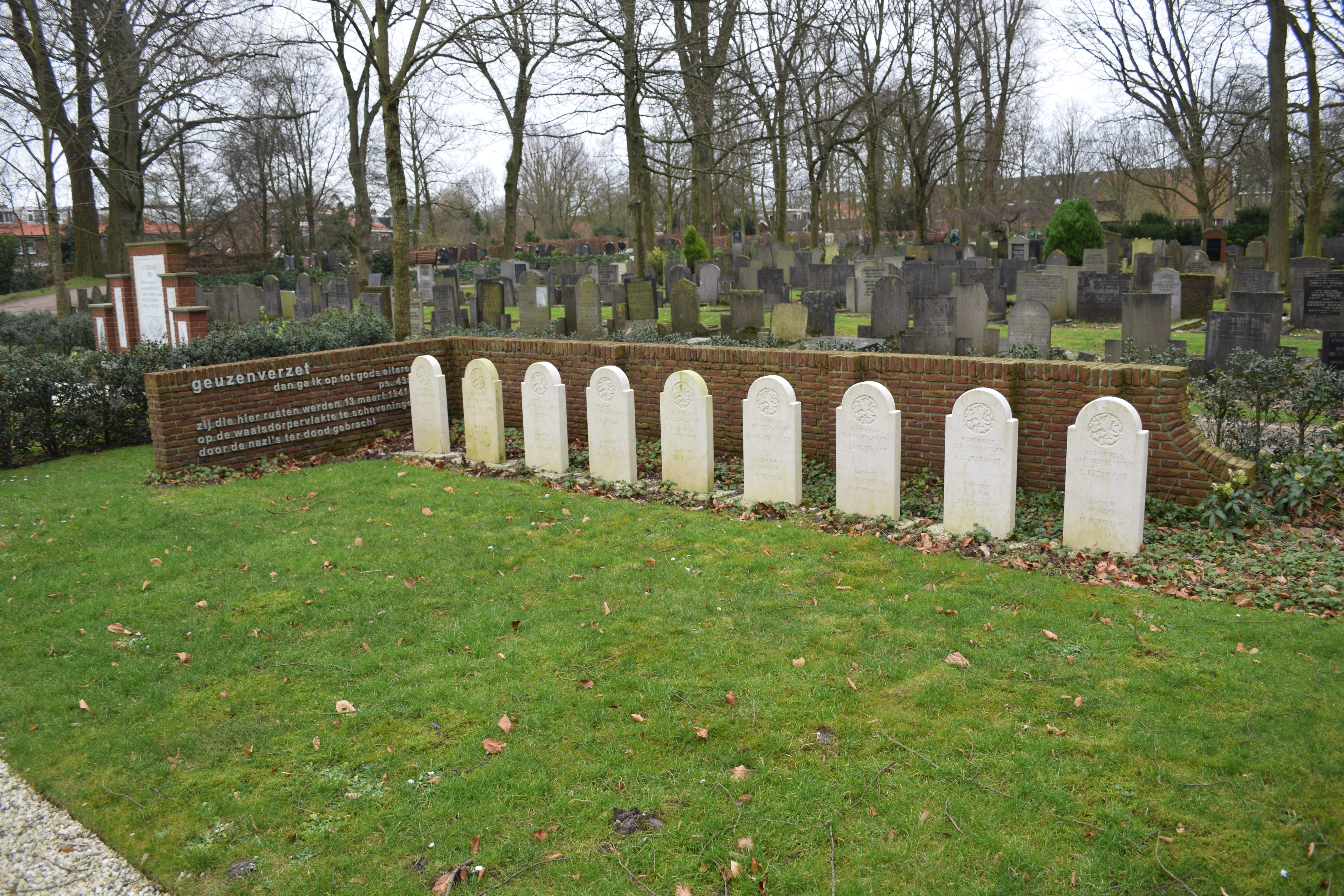
Gedenkstenen voor "Geuzen" die elders begraven zijn
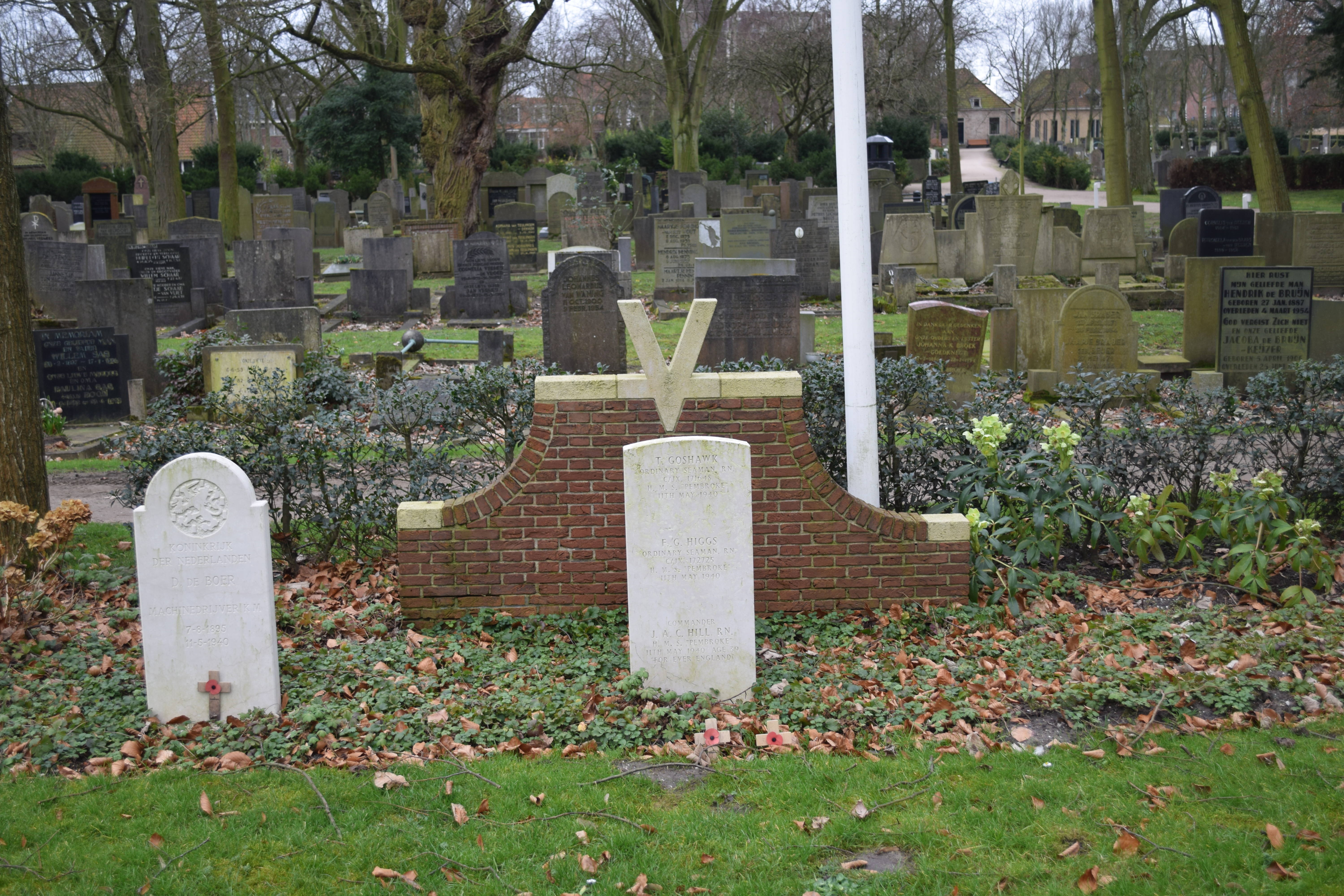
Oorlogsgraven
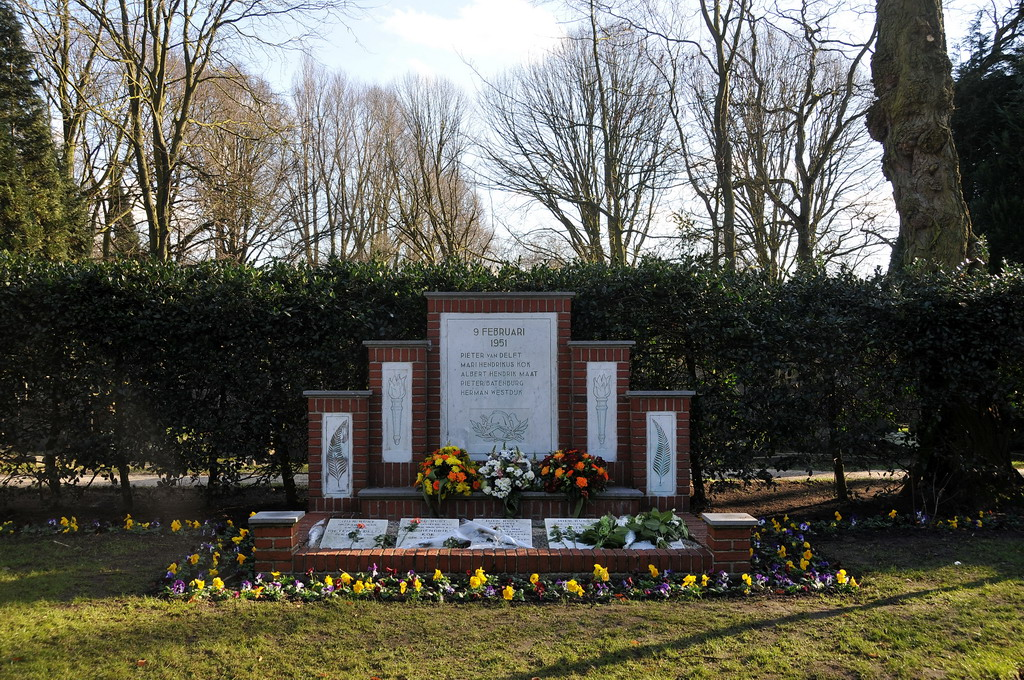
Brandweermonument
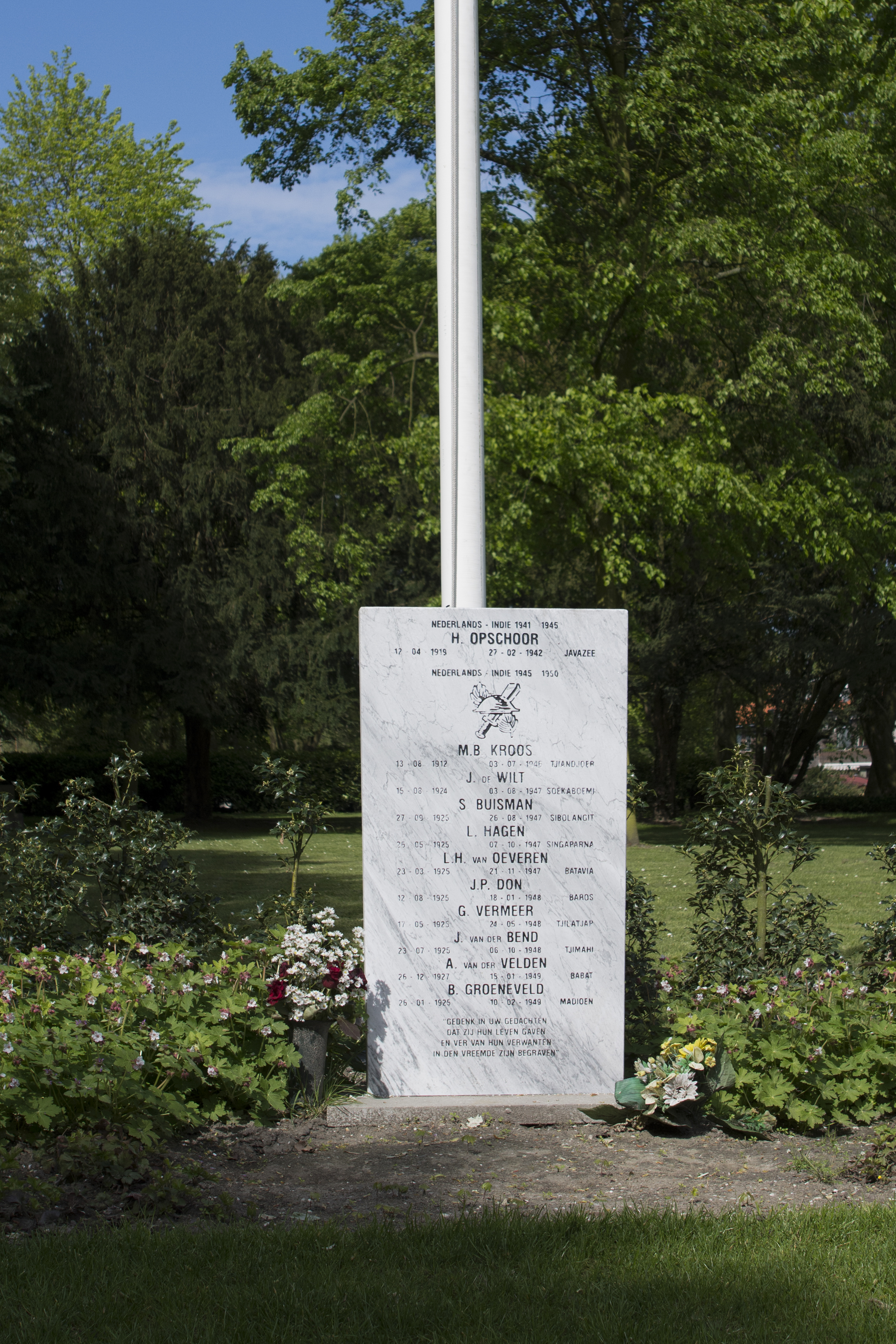
Indiëmonument

## Externe koppelingen
- Begraafplaats Emaus bij Online Begraafplaatsen